# Ћехајићи (Доњи Вакуф)
Ћехајићи су насељено мјесто у Босни и Херцеговини у општини Доњи Вакуф које административно припада Федерацији Босне и Херцеговине. Према попису становништва из 1991. у насељу је живјело 652 становника.

## Становништво
По последњем службеном попису становништва из 1991. године, у насељу Ћехајићи живео је 321 становник. Становници су претежно били Муслимани.
| Националност       | 1991.        | 1981. | 1971. |
| Муслимани          | 262 (81,62%) |       |       |
| Хрвати             | 31 (9,96%)   |       |       |
| Срби               | 13 (4,05%)   |       |       |
| Југословени        | 2 (0,62%)    |       |       |
| остали и непознато | 13 (4,05%)   |       |       |
| Укупно             | 652          |       |       |